# Rhotické souhlásky
Rhotické (též erové) souhlásky jsou v různých jazycích zvuky, které se v latince zaznamenávají písmenem R (r), v cyrilici Р (р) a v řeckém písmu Ρ (ρ) – rhó (odtud označení rhotický). Z fonetického hlediska se jedná o poměrně různorodou skupinu souhlásek, které však mluvčí jazyků obvykle rozeznávají jako různé varianty R.

## Přehled
| IPA | Název                      | Charakteristika |
| --- | -------------------------- | --- |
| r   | Alveolární vibranta        | Kmitavá souhláska, zpravidla znělá. Špička jazyka kmitá (vibruje) v proudu vydechovaného vzduchu, přičemž se několikrát krátce dotkne horního dásňového oblouku.                                  |
| ɾ   | Alveolární verberanta      | Švihová souhláska, zpravidla znělá. Špička jazyka se jednou krátce dotkne horního dásňového oblouku. Na rozdíl od vibranty jde pouze o jediný kmit.                                               |
| ɹ   | Alveolární aproximanta     | Zpravidla znělá. Špička jazyka se přiblíží k hornímu dásňovému oblouku, ale nedotkne se ho ani nekmitá. Přiblížení jazyka není tak těsné jako u frikativ (třených souhlásek), takže nevzniká šum. |
| ɽ   | Retroflexní verberanta     | Švihová souhláska, zpravidla znělá. Špička jazyka je obrácená dozadu a jednou krátce dotkne tvrdého patra.                                                                                        |
| ɻ   | Retroflexní aproximanta    | Zpravidla znělá. Špička jazyka je obrácená dozadu a přiblíží se k tvrdému patru, ale nedotkne se ho. Nevzniká šum.                                                                                |
| R   | Uvulární vibranta          | Kmitavá souhláska, zpravidla znělá. Čípek měkkého patra kmitá v proudu vzduchu a krátce se při tom dotýká kořene jazyka.                                                                          |
| ʁ   | Znělá uvulární frikativa   | Třená souhláska, znělá. Tvoří se při těsném přiblížení kořene jazyka a čípku měkkého patra. Překážka způsobuje turbulenci proudícího vzduchu a vzniká šum.                                        |
| χ   | Neznělá uvulární frikativa | Na rozdíl od ʁ nejsou zapojeny hlasivky. |

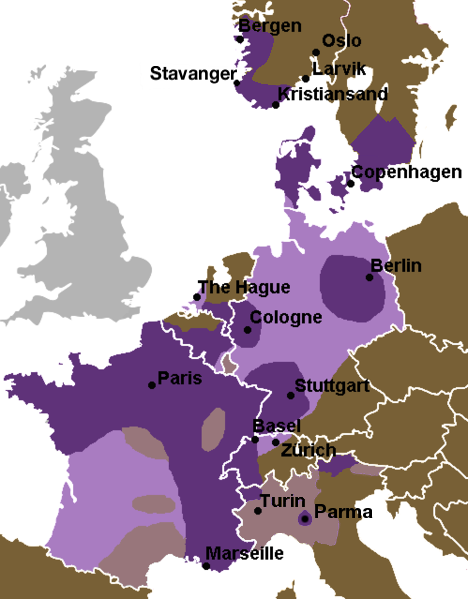
Výskyt hrdelního R v západní Evropě

Uvulární hlásky, vyslovované v zadní části dutiny ústní za účasti čípku a kořene jazyka, se často označují jako hrdelní R (též guturální či francouzské).

## Slovanské jazyky
Ve všech slovanských jazycích se za standardní považuje alveolární vibranta [r], která se zpravidla vyslovuje se dvěma až třemi kmity. Při rychlé a méně pečlivé řeči se může vyslovit pouze s jedním kmitem, tedy jako švihové [ɾ]. Jiná výslovnost /r/ (například hrdelní) je vnímána jako nežádoucí a považuje se za vadu řeči (rotacismus, ráčkování). Výjimkou jsou obě varianty lužické srbštiny, kde pod vlivem dominantní němčiny v posledních desetiletích převládlo hrdelní R ale v některých případech v dolní lužické srbštině se stále drží běžné slovanské r.
V češtině, slovenštině, srbštině a chorvatštině může /r/ plnit funkci slabičného jádra (tzv. slabikotvorné R, např. ve slově krk [kr̩k]). Ve slovenštině má navíc dlouhou variantu [r̩ː], psanou s čárkou (např. kŕdeľ [kr̩ːɟɛʎ], hejno). Slavikotvorné R může být dlouhé i v srbštině a chorvatštině, v písmu se však délka nevyznačuje. Na rozdíl od češtiny a slovenštiny může být slabikotvorné R i na začátku slova, např. rt [r̩t], ret.

## Románské jazyky
Ve většině současných románských jazyků se standardně vyslovuje alveolární vibranta [r] nebo verberanta [ɾ]. Tato výslovnost byla pravděpodobně původní i v latině. Ve francouzštině a v portugalštině se však rozšířila uvulární (hrdelní) výslovnost.

### Francouzština
V současné francouzštině se běžně vyslovuje hrdelní R. Standardní jsou uvulární frikativy [ʁ] a [χ]. Nářečně se též vyskytuje uvulární vibranta [R], méně často též alveolární alveolární vibranta [r] nebo verberanta [ɾ].
Původní výslovnost /r/ ve francouzštině byla zřejmě alveolární jako v jiných románských jazycích. Není známo, kdy a za jakých okolností se rozšířila hrdelní výslovnost. Mohlo to být v druhé polovině 18. století. V Molièrově hře Měšťák šlechticem, napsané v 17. století, postava profesora popisuje /r/ jako alveolární vibrantu. Hrdelní výslovnost se rozšířila z Paříže a severu Francie postupně i do dalších oblastí. Alveolární vibranta nejdéle přetrvala ve výslovnosti na jihu Francie a v kanadském Québeku. Vlivem médií téměř vymizela až v posledních desetiletích. Vzácně se s ní lze setkat především na venkově u starých lidí.
Psané koncové -er (například v infinitivu) se zpravidla nevyslovuje. Ožívá jen při tzv. vázané výslovnosti, pokud následující slovo začíná samohláskou.

### Španělština
Na většině území, kde se hovoří španělsky, je běžná alveolární výslovnost. Rozlišuje se však výslovnost krátké, jednokmitové verberanty [ɾ] a dlouhé vibranty [r]. Verberanta se vyslovuje uprostřed a na konci slov a v písmu se označuje jedním <r>. Vibranta se vyskytuje na začátku slov, psaná s jedním <r>, ale i uprostřed slov, kde se zpravidla označuje zdvojeným <rr>. Někdy má toto rozlišení fonologickou platnost, tj. odlišuje význam slov, např. carro (vůz) vs. caro (drahý).

### Portugalština
Ve spisovné portugalštině je obdobná situace jako ve španělštině. V některých nářečích (např. v Lisabonu) se však v 19. století rozšířila hrdelní výslovnost jako znělá uvulární frikativa ʁ nebo vibranta R. Komplikovanější je situace v brazilské portugalštině, kde se <rr> vyslovuje nezněle jako uvulární χ, velární x nebo glotální h frikativa. Koncové <r> se buď nevyslovuje, nebo se vyslovuje jako h.

## Germánské jazyky
Výslovnost /r/ v germánských jazycích je velmi různorodá a často se územně liší i v rámci jednoho jazyka.

### Angličtina
V angličtině se /r/ obvykle vyslovuje jako aproximanta, přičemž pro britský standard je typická alveolární výslovnost [ɹ], zatímco v americké výslovnosti převládá spíše retroflexní [ɻ]. Vzhledem k velkému rozšíření angličtiny v různých zemích se objevuje různá výslovnost /r/, často vlivem původního jazyka. Ve Skotsku a Walesu je například možné slyšet alveolární vibrantu [r].
V angličtině se rozlišují rhotická a nerhotická nářečí. Ve rhotických nářečích se /r/ vyslovuje ve všech pozicích (např. more [mɔɹ], více). V nerhotických se výslovnost zachovává před samohláskami, zatímco po samohláskách se /r/ nevyslovuje. Přízvučná samohláska se pak obvykle dlouží: more [mɔː]. Původní výslovnost byla rhotická. V 19. století však vyšší vrstvy v Anglii začaly prosazovat nerhotickou výslovnost, která se postupně stala britským standardem. Americká výslovnost je většinou rhotická. Rhotická výslovnost se též zachovala v nářečích jihozápadní Anglie. Nerhotická je většina oblastí Austrálie, Nového Zélandu a Jižní Afriky.

### Němčina, nizozemština a dánština
Spisovná němčina připouští různou výslovnost /r/. Na většině německého jazykového území je obvyklá hrdelní výslovnost jako [ʁ] nebo [R]. V jižním Německu, na většině území Rakouska a v části Švýcarska se vyslovuje alveolární vibranta [r].
V pozici po samohláskách se /r/ vokalizuje na [ɐ], například besser [ˈbɛsɐ], lepší, sehr [zeːɐ̯], velmi.
V nizozemštině je situace obdobná jako v němčině. Výslovnost /r/ se rovněž liší podle oblasti. V dánštině je výslovnost uvulární. V obou jazycích se /r/ po samohláskách vokalizuje na [ɐ].

### Norština a švédština
Výslovnost /r/ v norštině a švédštině je poměrně různorodá a závisí na oblasti, kde se hovoří příslušným nářečím. Základní výslovnost, rozšířená u většiny mluvčích, je alveolární vibranta [r] nebo verberanta [ɾ]. V jižních oblastech Norska a Švédska je však, pravděpodobně historicky pod vlivem dánštiny, běžná hrdelní výslovnost [ʁ] nebo [R].
Ve skupinách /rd, rl, rn, rs, rt/ splývá /r/ s následující souhláskou a celá skupina se vyslovuje jako retroflexní [ɖ, ɭ, ɳ, ʂ, ʈ], např. norsk [nɔʂːk], norský. Toto splynutí nevzniká při velmi pečlivé výslovnosti a v oblastech s hrdelním R: [nɔʁːsk].